# Ірене Гендрікс
Ірене Гендрікс (нід. Irene Hendriks, 13 квітня 1958) — нідерландська хокеїстка на траві.
Олімпійська чемпіонка 1984 року.
Чемпіонка Європи 1984 року.
Чемпіонка світу 1978, 1983 років, срібна призерка 1981 року.